# Авксентий Перцовский
Авксе́нтий Перцовский , или Авксе́нтий Перцевский, или Авксе́нтий Волого́дский — преподобный Русской православной церкви.

## Биография
О детстве и мирской жизни Авксентия сведений практически не сохранилось, да и прочие биографические сведения о нём очень скудны и отрывочны. Жил конце XV — начале XVI вв. В 1499 году Авксентий вместе со своим другом и соратником Онуфрием поселился в дремучем лесу в 35 верстах от города Вологды, где они основали Троицкую Перцовую пустынь. Со смирением они преодолевали множество нужд и лишений всякого рода и тем самым совершали подвиги иночества. В 1588 году Перцова пустынь ещё была приписана к Корнилиево-Комельскому монастырю. Точная дата кончины преподобного неизвестна, но по сказаниям во второй половине XVI века мощи его, подававшие исцеление, уже почивали под спудом в главном храме пустыни. Перцова пустынь ещё в 1588 году была приписана к Корнилиево-Комельскому монастырю, впоследствии обращенном в приходскую церковь в 1764 году, после упразднения самого монастыря. В настоящее время храм разрушен, но на его месте служатся молебны; в 1999 году проходили празднества в ознаменование 500-летия основания пустыни, праздничный молебен в день памяти преподобных — 12 июня 1999 года служил настоятель Спасо-Прилуцкого монастыря, игумен Дионисий (Воздвиженский).
Память Авксентия чтится 12 (25) июня и в 3-ю неделю по Пятидесятнице в Соборе Вологодских святых.